# Edwin Mills (przeciągacz liny)
Edwin Archer Mills (ur. 17 maja 1878 w Stretton Baskerville, zm. 12 listopada 1946 w Ashby-de-la-Zouch) – brytyjski przeciągacz liny, trzykrotny medalista igrzysk olimpijskich.

## Kariera sportowa
W 1908 Mills po raz pierwszy wystąpił na igrzyskach olimpijskich. W zawodach odbywających się w Londynie reprezentował Wielką Brytanię w przeciąganiu liny jako członek zespołu London City Police. W półfinale policjanci z City of London pokonali inny brytyjski zespół, K Division Metropolitan Police, a w finale zwyciężyli z drużyną Liverpool Police.
Podczas igrzysk olimpijskich 1912 w Sztokholmie ponownie uczestniczył w zmaganiach w przeciąganiu liny. W jedynym wówczas rozegranym pojedynku reprezentanci Wielkiej Brytanii zostali pokonani przez zawodników ze Szwecji, przez co został przyznany im srebrny medal. W czasie igrzysk 1920 w Antwerpii Mills wraz z drużyną brytyjską w turnieju przeciągania liny pokonał kolejno reprezentacje Stanów Zjednoczonych, Belgii, a w finałowym pojedynku zespół Holandii.
Edwin Mills jest jednym z najbardziej utytułowanych przeciągaczy liny w historii igrzysk olimpijskich. Taki sam dorobek medalowy mają jego rodacy: James Shepherd i Frederick Humphreys. Podczas igrzysk w Antwerpii miał 42 lata i 3 miesiące, był nieco młodszy od najstarszego przeciągacza liny, który zdobył złoty medal olimpijski, czyli Humphreysa.